# Bernd Martin
Bernd Martin (Stoccarda, 10 febbraio 1955 – 1º dicembre 2018) è stato un calciatore tedesco, di ruolo difensore.

## Carriera
Ha giocato nove anni nello Stoccarda e tre nel Bayern Monaco.
In Nazionale ha giocato una partita, nel 1979.

## Palmarès
- Campionato tedesco: 1

Bayern Monaco: 1984-1985
- Coppa di Germania: 1

Bayern Monaco: 1983-1984